# Карлус Ліра
Карлус Едуарду Ліра Барбоза (порт. Carlos Eduardo Lyra Barbosa, 11 травня 1936, Ріо-де-Жанейро — 16 грудня 2023, там само), відомий як Карлус Ліра — бразильський співак, гітарист і композитор, один із засновників босанови.
Карлус Ліра належить до першої генерації творців босанови разом з Томом Жобімом, Вінісіусом ді Морайсом і Жуаном Жілберту. Він є одною з ключових фігур і найважливіших композиторів босанови, чиї твори представлені в першому альбомі босанови 1959 року Chega de Saudade.

## Ранні роки
Карлус Ліра народився 11 травня 1936 в родині морського офіцера Жозе Домінгуса Барбози та його дружини Єлени Ліри Барбози, в Ріо-де-Жанейро. За власними спогадами, він успадкував від свого діда по батькові, поета Домінгуса Барбози, смак до літератури, а від батьків матері — покликання до музики. Батько Карлуса був дуже музичним, грав на флейті, мати грала на скрипці, тож Карлус змалку цікавився музикою. 12 років він зламав ногу на спортивних змаганнях, внаслідок чого впродовж шести місяців був прикутий до ліжка, в цей час вчився грі на гітарі й добре опанував її. Відвідував престижну приватну католицьку школу Коледж св. Ігнатія (порт. Colégio Santo Inácio) і завершував середню освіту у Коледжі Маллет Суарес.
Під час навчання в коледжі Карлус потоваришував з майбутнім композитором Роберту Менескалем. Разом вони заснували «академію», розташовану на квартирі батьків Нари Леан, де вчили підлітків (переважно дівчат) грі на гітарі. Навчання в академії пройшли кілька відомих згодом бразильських виконавців і музикантів: Маркус Валле, Еду Лобу, Нара Леан і Ванда Са. В цей час Ліра вирішив залишити курс архітектури в коледжі і присвятити себе музиці.
Свою першу пісню «Quando chegares» («Коли приїдеш») Карлус Ліра написав 1954 року. Того ж року співак і композитор Жералду Вандре (Карлус Діас), виконав інтерпретацію його пісні «Menina» на Першому пісенному фестивалі, організованому TV Rio. Приблизно тоді ж він почав відвідувати бар в готелі Plaza в передмісті, прилеглому до Копакабани, місце зустрічі музикантів і творців босанови, серед яких були Том Жобім, Жілберту, Жуан Донато, Баден Павелл, Сільвія Теллес і Долорес Дюран. 1955 року студія Odeon записала і випустила сингл у виконанні співачки Сільвії Теллес, до якого увійшли «Menina» Карлуса Ліри та «Foi a noite» Тома Жобіма і Ньютона Мендонси. Платівка вважається попередницею босанови.

## Творча кар'єра

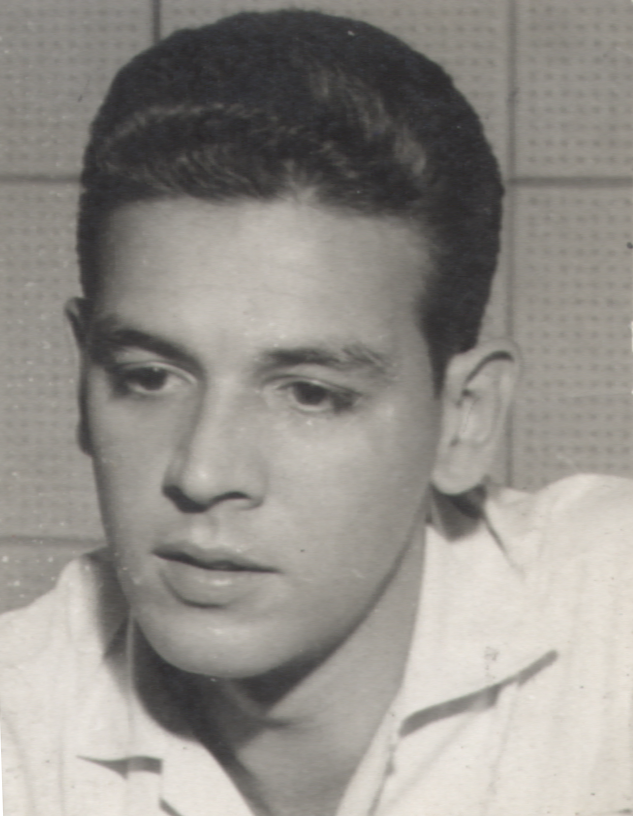
Карлус Ліра

Наступного року 1956 року Ліра почав свою професійну кар'єру музиканта, граючи на електрогітарі в гурті Bené Nunes, а його самба «Criticando», попередниця «Influência do jazz», була записана вокальним гуртом Os Cariocas. 1957 року в Єврейському клубі Ріо-де-Жанейро відбувся виступ за участю Сільвії Теллес, Карлуса Ліри, Роберту Менескаля, Роналду Босколі та Нари Леан. На власний розсуд адміністрація клубу оголосила їх в афіші як гурт Os Bossa Nova, це, наскільки відомо, було перше використання терміна «босанова» і надалі стало їхньою загальною назвою. Того ж 1957 року Карлус зайнявся композицією в партнерстві з Роналду Босколі, завдяки цій співпраці з'явилися «Lobo bobo» та «Se é tarde me perdoa». 1958 року у партнерстві з Жералду Вандре він створює пісні «Quem quiser encontrar o amor» (широко відома у виконанні Майси) і «Aruanda».
Композиції Карлуса Ліри «Maria Ninguém», «Lobo Bobo» та «Saudade fez um samba» записані 1959 року Жуаном Жілберту для альбому Chega de Saudade студії Odeon. Альбом, за поширеним висловом Жуліу Медальї, став біблією босанови.
1959 року Ліра записав свій перший власний альбом, Carlos Lyra: bossa nova, виданий компанією Philips в травні 1960 року. 1960 року він познайомився з Вінісіусом ді Морайсом, разом вони написали кілька таких хітів як «Você e eu», «Coisa mais linda», «Primavera» та «Minha namorada», що стали класикою босанови. Philips випустив другий альбом Ліри Carlos Lyra 1961 року, а наступного року він з'явився у Bossa Nova Mesmo разом з Сільвією Теллес, Вінісіусом та Оскаром Кастро-Невесом.
1962 року разом з Жуаном Жілберту, Сержіу Мендесом, Роберту Менескалем та Антоніу Карлусом Жобіном Карлус Ліра брав участь в історичному концерті босанови в Карнегі-холі в Нью-Йорку. ого ж року він з Вінісіусом написали мюзикл «Pobre Menina Rica» (укр. Бідна багата дівчина). Він містив гострі політичні вірші, накшталт «Maria Moita», протест проти соціальної нерівності і, водночас, ранній феміністський гімн. «Pobre Menina Rica» вийшов окремим альбомом 1964 року, того ж року був поставлений у Франції і перекладений на іспанську Габріелем Гарсія Маркесом.

Карлус Ліра. 1960 рік

1962 року в Ріо-де-Жанейро було створено Народний центр культури (НЦК) Національної спілки студентів — організацію лівих інтелектуалів, що об'єднала митців різних галузей культури: театру, музики, кіно, література і образотворчого мистецтва, ставила на меті створення і поширення «революційної народної творчості», захисту колективного і дидактичного характеру мистецтва, а також політичного ангажування діячів культури. Окрім засновника НЦК соціолога Карлуса Эстевама Мартінеса, ядро НЦК сформували драматург Одувальду Віанна Філью, режисер Леон Гіршман та Карлус Ліра. Незабаром Ліра залучив до НЦК своїх друзів Еду Лобу, Нару Леан, Руя Герра, Сержіу Рікарду та Жеральду Вандре. В цей період основу творчості Ліри складають пісні протесту. 1963 року Ліра пише полемічну «Canção do Subdesenvolvido» («Пісня недорозвинених») про економічну експлуатацію на вірші Шику де Ассіса, що наступного року була заборонена цензурою. Ліра також був музичним директором Teatro de Arena, що влаштовував суперечливі вистави, найвідомішою з яких була «Opinião», режисера Августу Боала. Вистава протестувала проти бідності та соціальних проблем Бразилії і Карлус Ліра відігравав у її створенні важливу роль.
1964 року, невдовзі після військового перевороту, владою була заборонена діяльність НЦК. Ліра того ж року залишає Бразилію, рятуючись від військової диктатури. 1964 року він виступив зі Стеном Гетцем на джазовому фестивалі у Ньюпорті. 1965 року супроводжував Гетца у світовому турне, відвідавши США, Японію, Канаду, Мексику та Європу. 1966 року Ліра на чотири роки оселився в Мексиці, де зосередився переважно на створенні музики для кіно і продюсуванні вистав. В цей період він записав альбом The Sound Of Ipanema з саксофоністом Полом Вінтером (1965, Columbia) та сольний Saravá! (1969, RCA Victor). 1969 року Карлус одружився з американською акторкою-моделлю Кетрін Лі Ріделл.
Він повернувся до Бразилії 1971 року, записав того ж року сольний альбом …E no entanto é preciso cantar, за участю Шику Буаркі у пісні «Essa passou». Цензура тогочасного військового режиму заборонила багато його пісень і, зрештою, цілий альбом. Не в змозі впоратися з тиском, Карлус Ліра знов залишив країну, тепер разом зі своєю родиною, і на два роки оселився в Лос-Анджелесі. Там, користуючись вільним часом він відвідує Школу сидеральної астрології, що згодом спонукало його до написання двох книг з цього приводу: «O seu verdadeiro signo» (1978) та Ayanamsa — Astrologia Sideral (1994).
Остаточно повернувшись до Бразилії 1976 року Ліра часто виступав, але записав порівняно мало робіт, за винятком ретроспектив Bossa Lyra (1993), Sambalanço (2000) та альбому оригінальних пісень Carioca De Algema (1994). До цього періоду його творчості належать також колективні роботи Vivendo Vinícius Ao Vivo (1998) з Баденом Павеллом, Міушею, Токінью та Os Bossa Nova (2008) з Роберто Менескалем, Маркусом Валле і Жуаном Донато. 1982 року він написав кілька пісень португальською для іспанського співака Хуліо Іглесіаса. 1983 року Ліра організував ювілейне шоу босанови в Ріо-де-Жанейро і Сан-Паулу, присвячене двадцятип'ятиріччю музичного руху, запис якого було відтворено на платівці 25 Anos de Bossa Nova (1987).
1999 року у видавництві Irmãos Vitale вийшла книга Карлуса Ліри «Harmonia prática da bossa-nova: método para violão» («Практична гармонія босанови: метод для гітари»).

## Дискографія
- 1959: Bossa Nova (Philips)
- 1961: Carlos Lyra (Philips)
- 1962: Bossa Nova Mesmo — Carlos Lyra / Laís / Lúcio Alves /Silvia Telles / Vinícius de Moraes / Conjunto Oscar Castro Neves (Philips)
- 1963: Depois do carnaval, O Sambalanço de Carlos Lyra (Philips)
- 1964: Pobre Menina Rica (CBS)
- 1965: The Sound of Ipanema з Пол Вінтером (Columbia)
- 1968: Gravado No Mexico (Capitol)
- 1969: Saravá! (RCA Victor)
- 1971: …E no Entanto é Preciso Cantar (Philips)
- 1972: Eu & Elas (Philips)
- 1974: Carlos Lyra (Continental)
- 1975: Herói do Medo (Continental)
- 1987: 25 Anos de Bossa Nova (3M)
- 1993: Bossa Lyra (BMG Ariola)
- 1994: Carioca de Algema (EMI)
- 1999: Vivendo Vinícius ao Vivo з Баденом Павеллом, Міушею, Токінью (BMG Brasil)
- 1999: Millennium — 20 Músicas do Século XX (Mercury)
- 2000: A música brasileira deste século por seus autores e intérpretes: Carlos Lyra  (SESC São Paulo)
- 2003: Coisa mais linda — As canções de Carlos Lyra (BMG Brasil)
- 2008: Os Bossa Nova (Biscoito Fino)
- 2008: Coleção Folha 50 anos de bossa nova, volume 5: Carlos Lyra (Folha de S. Paulo)
- 2010: Era no tempo do Rei